# Bastiaan Ragas

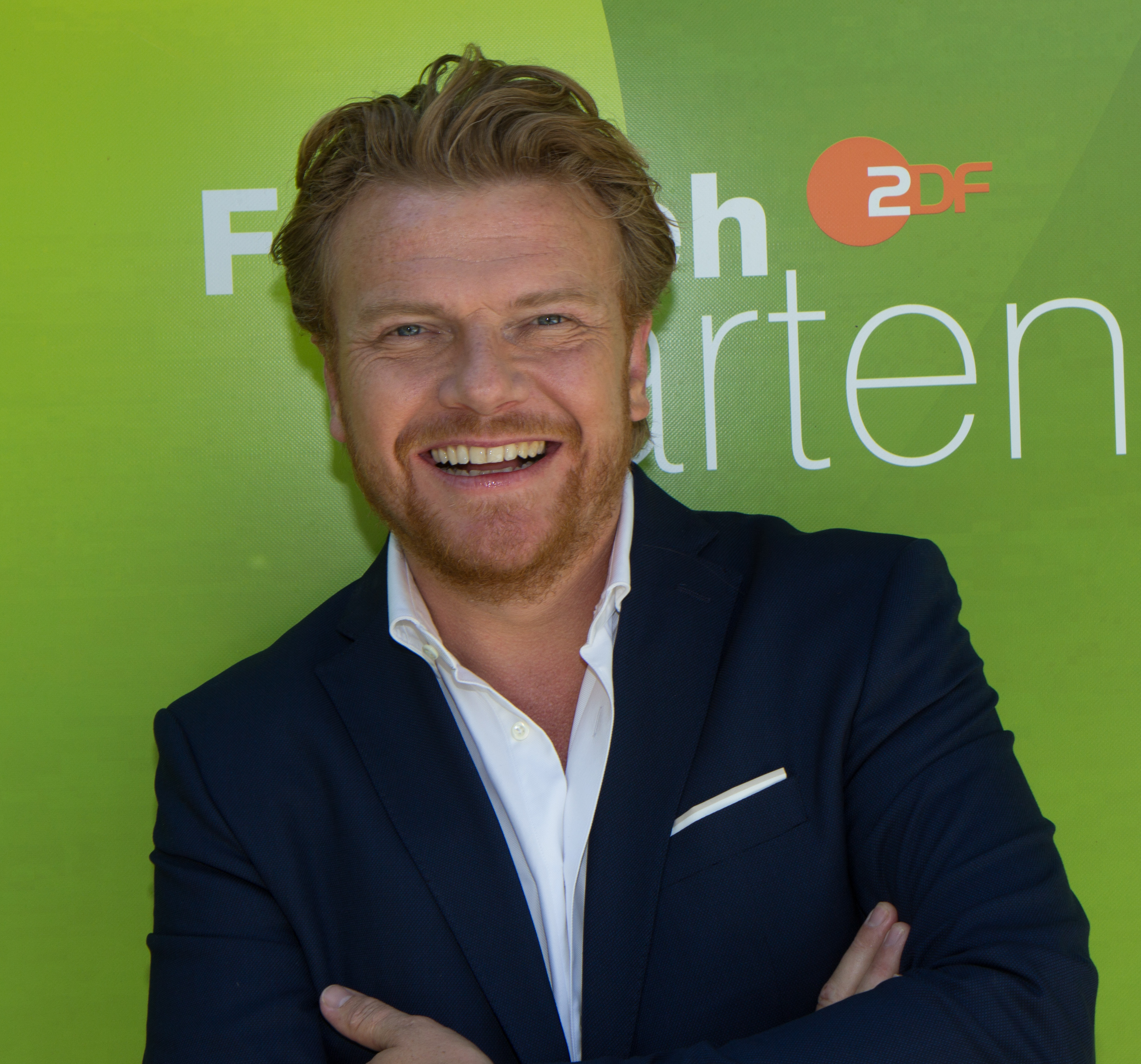
Bastiaan Ragas, 2018

Bastiaan Johannes Ragas (* 30. Juni 1971 in Lisse, Niederlande) ist ein niederländischer Sänger, Schauspieler, Musicaldarsteller und Moderator. Er wurde als Leadsänger der Boygroup Caught in the Act bekannt.

## Leben
Mit 17 Jahren, gerade die Schule abgeschlossen, zog Ragas mit der multikulturellen Sängertruppe Up with People  durch Europa, Amerika und Mexiko. Im Jahr 1990 kehrte er in die Niederlande zurück, wo er Schauspielunterricht nahm und der Musicalgruppe Jeans beitrat. 1992 wurde er Leadsänger der Boygroup Caught in the Act. Die Gruppe hatte ab 1994 zahlreiche Hits in Europa und Asien und trennte sich 1998.
Im Jahr 2000 brachte Ragas sein erstes Soloalbum Tomorrow Is Looking Good heraus. 2001 sang und spielte er die Hauptrolle Radames im Musical Aida und wurde mit dem Johnny Kraaikamp Musical Award ausgezeichnet. Am 8. November desselben Jahres wurde sein Sohn geboren. Die Mutter ist seine damalige Partnerin Laura Vlasblom. Im folgenden Jahr spielte er in der niederländischen Krankenhausserie Trauma 24/7 mit und hatte einige TV-Auftritte sowie Moderatoren-Jobs. 2003 nahm er die Rolle des D’Artagnan im Musical Die drei Musketiere an. Dort lernte er auch seine spätere Frau Tooske Ragas kennen. Das Paar heiratete im Juni 2005 und wurde Eltern dreier Töchter (* 2007, * 2008, * 2010). Ragas’ älterer Bruder war der 2007 verstorbene Schauspieler Roef Ragas.
2004 war er Jurymitglied der ersten Popstars-Staffel in den Niederlanden. Sein zweites Album Outragas erschien 2005 nur in den Niederlanden. Im März 2007 erschien das Album ZIN. Ende 2015 veröffentlichte er mit Caught in the Act eine neue Single. 2017 nahm er mit Sarah Latton als Tanzpartnerin an der 10. Staffel der Tanzshow Let’s Dance teil. Das Paar erreichte den zwölften Platz. Im Juli und August 2017 moderierte er im ZDF fünf Ausgaben des Ratespiels Gut geschätzt gewinnt.

## Diskografie

### Alben
- 2002: Tomorrow Is Looking Good
- 2005: Outragas
- 2007: Zin
- 2013: Dansen in de Regen

### Singles
- 2000: Still Believe in Love
- 2000: You Complete Me
- 2001: Only You
- 2002: Verwarrend bestaan  – Bastiaan Ragas & Chaira Borderslee
- 2003: Alles –   Tooske Breugem & Bastiaan Ragas
- 2004: Unbelievable
- 2005: Pictures Of You
- 2005: Helpless When She Smiles
- 2007: 1000 Manieren
- 2007: De Helft Van Mij
- 2007: Dit Is Mijn Stad
- 2009: Ik Ben Van Jou
- 2009: Mama
- 2010: De Mooiste Tijd Van Het Jaar
- 2020: Heb geen angst
- 2020: Ik zie je nog
- 2020: Stella Maakt Mijn Dag/Stella Makes My Day
- 2020: She Makes My Day
- 2020: Verwarrend Bestaan  – Bastiaan Ragas featuring Carolina Dijkhuizen
- 2021: Vanavond Gaan We Los
- 2021: Nooit Voorbij
- 2022: Op de bonnefooi
- 2022: Daar Zie Ik Nederland
- 2023: Verdomd ik wil je

## Werke
- Kinderkacke. Eulenspiegel Verlag, Berlin 2018, ISBN 978-3-359-01349-5.